# Luke Foxe
Luke Foxe (według niektórych źródeł nazwisko zapisywane jest Fox, ur. 1586, zm. 1635) – angielski żeglarz i odkrywca żyjący na przełomie XVI i XVII wieku. Foxe przeszedł do historii jako organizator i kapitan wyprawy na subarktyczne wody Ameryki Północnej.
Foxe starał się zorganizować wyprawę od 1607 roku, lecz mało zachęcające wyniki wyprawy Williama Baffina z 1616 ostudziły zapał inwestorów. Dopiero w 1631 udało mu się zgromadzić odpowiednie środki i 3 maja (dwa dni po wypłynięciu konkurencyjnej wyprawy Thomasa Jamesa) odbił od brzegów Anglii.
W miesiąc później wyprawa dotarła do Ziemi Baffina, gdzie spotkała wyprawę Jamesa i obie ekspedycje zostały połączone. Wspólnie pożeglowali przez Cieśninę Hudsona, a następnie na wody Zatoki Hudsona. Wyprawy rozdzieliły się, gdy statek Foxe’a uległ uszkodzeniu. Foxe zakotwiczył u ujścia rzeki Nelson i pozostał tam przez dwa tygodnie dla dokonania napraw.
Wyprawy spotkały się ponownie u ujścia rzeki Severn, lecz po pewnym czasie ponownie się rozdzieliły, gdy Foxe wybrał drogę na północ, a James na południe.
W swej podróży na północ Foxe dotarł do wyspy Southhampton, następnie odkrył cieśninę nazwaną jego imieniem – Foxe Channel. Płynąc na północ dotarł do równoleżnika 66°47’, gdzie ostatecznie dotarł do granicy lodu. Wobec pogarszającego się zdrowia załogi, zdecydował się na powrót do Anglii. Dotarł tam nie utraciwszy nawet jednego członka załogi, co w ówczesnych czasach było rzadkością.
Obie wyprawy udowodniły, iż Przejście Północno-Zachodnie nie jest oczekiwaną drogą do Azji.
Jego imię oprócz Kanału Foxe’a noszą: zatoka Basen Foxe’a oraz półwysep Foxe.